# 프랑크 로젠블랫
프랭크 로젠블랫(Frank Rosenblatt, 1928년 7월 11일~1971년 7월 11일)은 인공지능에 대한 연구로 저명한 미국의 심리학자이다. 퍼셉트론(Perceptron)을 개발했다. 코넬에서 심리학을 전공한 로젠블랫은 이 후 마빈 민스키와 라이벌 구도를 형성하며 기호주의(민스키)와 연결주의(로젠블랫)로 나뉘여 이론 싸움을 벌이게 된다. 맥클록과 피츠가 시작한 인공신경망이 기초가 되어 탄생한 퍼셉트론 이론은, 원시적인 인공신경망 이론에 '학습'이라는 개념을 추가하였다. 실제로 생물학적 신경망 내에서 반복적인 시그널이 발생할 때 신경세포들은 그 시그널을 기억하는 일종의 학습효과가 있는데, 이를 가중치를 이용하여 인공신경망에 구현한 것이 퍼셉트론이다. 인공신경망과 인공지능의 선구자 중 한명이다.
1971년 7월 11일, 43번째 생일날 미국 동부 체서피크만에서 보트 사고로 숨졌다.

## 같이 보기
- 인공지능의 역사
- AI 겨울